# Leonardo Ulloa
José Leonardo Ulloa Fernandez (* 26. Juli 1986 in General Roca) ist ein argentinischer Fußballspieler, der zuletzt bis 2021 beim spanischen Zweitligisten Rayo Vallecano unter Vertrag stand.

## Karriere
Ulloa begann seine Karriere 2002 bei CAI Comodoro Rivadavia in der Primera B Nacional. Im Jahr 2005 wechselte er in die Primera División zu CA San Lorenzo de Almagro. Mit dem Club aus Buenos Aires gewann er 2007 die argentinische Meisterschaft.
Nach weiteren Stationen in Argentinien erfolgte im Jahr 2008 der Wechsel nach Europa zum spanischen Zweitligisten CD Castellón. Hier schoss er in den folgenden zwei Spielzeiten 30 Tore.
Nach dem Abstieg in der Saison 2009/10 wurde Ulloa vom spanischen Erstligisten UD Almería unter Vertrag genommen. Bei den Andalusiern war er in der Spielzeit 2010/11 auf Anhieb Stammspieler und schoss in 34 Spielen sieben Tore. Dennoch erfolgte am Saisonende der Abstieg in die Segunda División. Ulloa entschied sich zu einem Verbleib beim Verein und sicherte sich in der Saison 2011/12 mit 28 Treffern in 38 Spielen den Titel des Torschützenkönigs der zweiten Liga.
Am 16. Januar 2013 wechselte Ulloa zum englischen Zweitligisten Brighton & Hove Albion. Zur Saison 2014/15 schloss er sich dem Erstligaaufsteiger Leicester City an.
Der Klub gab am 29. Januar 2018 bekannt, Ulloa an seinen alten Verein nach Brighton zu verleihen. Im Anschluss an die Leihe wechselte er nach Mexiko zu CF Pachuca. Nach nur einem Jahr in Nordamerika wechselte er zurück nach Europa zu Rayo Vallecano. Vallecano verließ er im Sommer 2021 und ist seitdem vereinslos.

## Erfolge
- Argentinischer Meister: 2007
- Copa Sudamericana: 2007
- Torschützenkönig der Segunda División: 2011/12
- Englischer Meister: 2015/16